# Rolling (Wisconsin)
Rolling es un pueblo ubicado en el condado de Langlade en el estado estadounidense de Wisconsin. En el Censo de 2010 tenía una población de 1.504 habitantes y una densidad poblacional de 16,15 personas por km².

## Geografía
Rolling se encuentra ubicado en las coordenadas 45°4′30″N 89°9′33″O / 45.07500, -89.15917. Según la Oficina del Censo de los Estados Unidos, Rolling tiene una superficie total de 93.13 km², de la cual 93 km² corresponden a tierra firme y (0.13%) 0.12 km² es agua.

## Demografía
Según el censo de 2010, había 1.504 personas residiendo en Rolling. La densidad de población era de 16,15 hab./km². De los 1.504 habitantes, Rolling estaba compuesto por el 96.61% blancos, el 0% eran afroamericanos, el 1.13% eran amerindios, el 0.13% eran asiáticos, el 0% eran isleños del Pacífico, el 0.4% eran de otras razas y el 1.73% pertenecían a dos o más razas. Del total de la población el 0.73% eran hispanos o latinos de cualquier raza.